# Thor Munkager
Thor Munkager (Koppenhága, 1951. március 31. – 2017. december 4.) dán kézilabdázó, olimpikon, edző.

## Pályafutása
A Helsingør IF kézilabdázója volt. A dán válogatott tagjaként részt vett az 1972-es müncheni és az 1976-os montreali olimpián. 1972-ben 13., 1976-ban nyolcadik lett a csapattal. 1971 és 1978 között 103 válogatott mérkőzésen szerepelt és 136 gólt szerzett. Torben Winther szövetségi kapitánysága idején a dán válogatott segédedzője volt.